# Rhysolepis
Rhysolepis é um género botânico pertencente à família Asteraceae.